# Arrondissement Amiens
Das Arrondissement Amiens ist eine Verwaltungseinheit des französischen Départements Somme innerhalb der Region Hauts-de-France. Verwaltungssitz (Präfektur) ist Amiens.

## Kantone
Zum Arrondissement gehören Gemeinden aus 13 Kantonen:
- Ailly-sur-Noye (mit 25 von 52 Gemeinden)
- Ailly-sur-Somme
- Amiens-1
- Amiens-2
- Amiens-3
- Amiens-4
- Amiens-5
- Amiens-6
- Amiens-7
- Corbie
- Doullens
- Flixecourt (mit 23 von 24 Gemeinden)
- Poix-de-Picardie

## Gemeinden
Die Gemeinden des Arrondissements Amiens sind:
| 1. Agenville (80005)                   | 2. Ailly-sur-Somme (80011)             | 3. Airaines (80013)                 | 4. Allonville (80020)                   |
| 5. Amiens (80021)                      | 6. Andainville (80022)                 | 7. Argœuves (80024)                 | 8. Arguel (80026)                       |
| 9. Aubigny (80036)                     | 10. Aumâtre (80040)                    | 11. Aumont (80041)                  | 12. Autheux (80042)                     |
| 13. Authieule (80044)                  | 14. Avelesges (80046)                  | 15. Avesnes-Chaussoy (80048)        | 16. Bacouel-sur-Selle (80050)           |
| 17. Baizieux (80052)                   | 18. Barly (80055)                      | 19. Bavelincourt (80056)            | 20. Béalcourt (80060)                   |
| 21. Beaucamps-le-Jeune (80061)         | 22. Beaucamps-le-Vieux (80062)         | 23. Beaucourt-sur-l’Hallue (80066)  | 24. Beaumetz (80068)                    |
| 25. Beauquesne (80070)                 | 26. Beauval (80071)                    | 27. Béhencourt (80077)              | 28. Belleuse (80079)                    |
| 29. Belloy-Saint-Léonard (80081)       | 30. Belloy-sur-Somme (80082)           | 31. Bergicourt (80083)              | 32. Bermesnil (80084)                   |
| 33. Bernâtre (80085)                   | 34. Bernaville (80086)                 | 35. Berneuil (80089)                | 36. Bertangles (80092)                  |
| 37. Berteaucourt-les-Dames (80093)     | 38. Bettembos (80098)                  | 39. Bettencourt-Saint-Ouen (80100)  | 40. Blangy-sous-Poix (80106)            |
| 41. Blangy-Tronville (80107)           | 42. Boisbergues (80108)                | 43. Bonnay (80112)                  | 44. Bonneville (80113)                  |
| 45. Bosquel (80114)                    | 46. Bouchon (80117)                    | 47. Bougainville (80119)            | 48. Bouquemaison (80122)                |
| 49. Bourdon (80123)                    | 50. Bovelles (80130)                   | 51. Boves (80131)                   | 52. Brassy (80134)                      |
| 53. Breilly (80137)                    | 54. Bresle (80138)                     | 55. Brévillers (80140)              | 56. Briquemesnil-Floxicourt (80142)     |
| 57. Brocourt (80143)                   | 58. Bussy-lès-Daours (80156)           | 59. Bussy-lès-Poix (80157)          | 60. Cachy (80159)                       |
| 61. Cagny (80160)                      | 62. Camon (80164)                      | 63. Camps-en-Amiénois (80165)       | 64. Canaples (80166)                    |
| 65. Candas (80168)                     | 66. Cannessières (80169)               | 67. Cardonnette (80173)             | 68. Caulières (80179)                   |
| 69. Cavillon (80180)                   | 70. Cerisy-Buleux (80183)              | 71. Cerisy (80184)                  | 72. La Chaussée-Tirancourt (80187)      |
| 73. Chipilly (80192)                   | 74. Clairy-Saulchoix (80198)           | 75. Coisy (80202)                   | 76. Contay (80207)                      |
| 77. Conteville (80208)                 | 78. Contre (80210)                     | 79. Conty (80211)                   | 80. Corbie (80212)                      |
| 81. Courcelles-sous-Moyencourt (80218) | 82. Courcelles-sous-Thoix (80219)      | 83. Creuse (80225)                  | 84. Croixrault (80227)                  |
| 85. Crouy-Saint-Pierre (80229)         | 86. Daours (80234)                     | 87. Domart-en-Ponthieu (80241)      | 88. Domesmont (80243)                   |
| 89. Domléger-Longvillers (80245)       | 90. Doullens (80253)                   | 91. Dreuil-lès-Amiens (80256)       | 92. Dromesnil (80259)                   |
| 93. Dury (80261)                       | 94. Épaumesnil (80269)                 | 95. Épécamps (80270)                | 96. Éplessier (80273)                   |
| 97. Équennes-Éramecourt (80276)        | 98. Essertaux (80285)                  | 99. Estrées-sur-Noye (80291)        | 100. L’Étoile (80296)                   |
| 101. Étréjust (80297)                  | 102. Famechon (80301)                  | 103. Ferrières (80305)              | 104. Fieffes-Montrelet (80566)          |
| 105. Fienvillers (80310)               | 106. Flesselles (80316)                | 107. Fleury (80317)                 | 108. Flixecourt (80318)                 |
| 109. Fluy (80319)                      | 110. Fontaine-le-Sec (80324)           | 111. Forceville-en-Vimeu (80330)    | 112. Fossemanant (80334)                |
| 113. Foucaucourt-Hors-Nesle (80336)    | 114. Fouilloy (80338)                  | 115. Fourcigny (80340)              | 116. Fourdrinoy (80341)                 |
| 117. Framicourt (80343)                | 118. Franqueville (80346)              | 119. Fransu (80348)                 | 120. Franvillers (80350)                |
| 121. Fréchencourt (80351)              | 122. Frémontiers (80352)               | 123. Fresnes-Tilloloy (80354)       | 124. Fresneville (80355)                |
| 125. Fresnoy-Andainville (80356)       | 126. Fresnoy-au-Val (80357)            | 127. Frettecuisse (80361)           | 128. Fricamps (80365)                   |
| 129. Frohen-sur-Authie (80369)         | 130. Gauville (80375)                  | 131. Gentelles (80376)              | 132. Gézaincourt (80377)                |
| 133. Glisy (80379)                     | 134. Gorges (80381)                    | 135. Grattepanche (80387)           | 136. Grouches-Luchuel (80392)           |
| 137. Guignemicourt (80399)             | 138. Guizancourt (80402)               | 139. Halloy-lès-Pernois (80408)     | 140. Le Hamel (80411)                   |
| 141. Hamelet (80412)                   | 142. Hangest-sur-Somme (80416)         | 143. Havernas (80423)               | 144. Hébécourt (80424)                  |
| 145. Heilly (80426)                    | 146. Hem-Hardinval (80427)             | 147. Hénencourt (80429)             | 148. Hescamps (80436)                   |
| 149. Heucourt-Croquoison (80437)       | 150. Heuzecourt (80439)                | 151. Hiermont (80440)               | 152. Hornoy-le-Bourg (80443)            |
| 153. Humbercourt (80445)               | 154. Inval-Boiron (80450)              | 155. Lachapelle (80455)             | 156. Lafresguimont-Saint-Martin (80456) |
| 157. Lahoussoye (80458)                | 158. Laleu (80459)                     | 159. Lamaronde (80460)              | 160. Lamotte-Brebière (80461)           |
| 161. Lamotte-Warfusée (80463)          | 162. Lanches-Saint-Hilaire (80466)     | 163. Lignières-Châtelain (80479)    | 164. Lignières-en-Vimeu (80480)         |
| 165. Liomer (80484)                    | 166. Longueau (80489)                  | 167. Longuevillette (80491)         | 168. Lucheux (80495)                    |
| 169. Maizicourt (80503)                | 170. Marcelcave (80507)                | 171. Marlers (80515)                | 172. Le Mazis (80522)                   |
| 173. Meigneux (80525)                  | 174. Le Meillard (80526)               | 175. Méréaucourt (80528)            | 176. Méricourt-l’Abbé (80530)           |
| 177. Méricourt-en-Vimeu (80531)        | 178. Le Mesge (80535)                  | 179. Métigny (80543)                | 180. Mézerolles (80544)                 |
| 181. Mirvaux (80550)                   | 182. Molliens-au-Bois (80553)          | 183. Molliens-Dreuil (80554)        | 184. Monsures (80558)                   |
| 185. Montagne-Fayel (80559)            | 186. Montigny-sur-l’Hallue (80562)     | 187. Montigny-les-Jongleurs (80563) | 188. Montonvillers (80565)              |
| 189. Morcourt (80569)                  | 190. Morvillers-Saint-Saturnin (80573) | 191. Mouflières (80575)             | 192. Moyencourt-lès-Poix (80577)        |
| 193. Namps-Maisnil (80582)             | 194. Nampty (80583)                    | 195. Naours (80584)                 | 196. Nesle-l’Hôpital (80586)            |
| 197. Neslette (80587)                  | 198. Neuville-au-Bois (80591)          | 199. Neuville-Coppegueule (80592)   | 200. Neuvillette (80596)                |
| 201. Occoches (80602)                  | 202. Ô-de-Selle (80485)                | 203. Offignies (80604)              | 204. Oisemont (80606)                   |
| 205. Oissy (80607)                     | 206. Oresmaux (80611)                  | 207. Outrebois (80614)              | 208. Pernois (80619)                    |
| 209. Picquigny (80622)                 | 210. Pierregot (80624)                 | 211. Pissy (80626)                  | 212. Plachy-Buyon (80627)               |
| 213. Poix-de-Picardie (80630)          | 214. Pont-de-Metz (80632)              | 215. Pont-Noyelles (80634)          | 216. Poulainville (80639)               |
| 217. Prouville (80642)                 | 218. Prouzel (80643)                   | 219. Querrieu (80650)               | 220. Le Quesne (80651)                  |
| 221. Quesnoy-sur-Airaines (80655)      | 222. Quevauvillers (80656)             | 223. Rainneville (80661)            | 224. Rambures (80663)                   |
| 225. Remaisnil (80666)                 | 226. Remiencourt (80668)               | 227. Revelles (80670)               | 228. Ribeaucourt (80671)                |
| 229. Ribemont-sur-Ancre (80672)        | 230. Riencourt (80673)                 | 231. Rivery (80674)                 | 232. Rubempré (80686)                   |
| 233. Rumigny (80690)                   | 234. Sailly-Laurette (80693)           | 235. Sailly-le-Sec (80694)          | 236. Sains-en-Amiénois (80696)          |
| 237. Saint-Acheul (80697)              | 238. Saint-Aubin-Montenoy (80698)      | 239. Saint-Aubin-Rivière (80699)    | 240. Saint-Fuscien (80702)              |
| 241. Saint-Germain-sur-Bresle (80703)  | 242. Saint-Gratien (80704)             | 243. Saint-Léger-lès-Domart (80706) | 244. Saint-Léger-sur-Bresle (80707)     |
| 245. Saint-Maulvis (80709)             | 246. Saint-Ouen (80711)                | 247. Saint-Sauflieu (80717)         | 248. Saint-Sauveur (80718)              |
| 249. Saint-Vaast-en-Chaussée (80722)   | 250. Sainte-Segrée (80719)             | 251. Saisseval (80723)              | 252. Saleux (80724)                     |
| 253. Salouël (80725)                   | 254. Saulchoy-sous-Poix (80728)        | 255. Saveuse (80730)                | 256. Senarpont (80732)                  |
| 257. Sentelie (80734)                  | 258. Seux (80735)                      | 259. Soues (80738)                  | 260. Surcamps (80742)                   |
| 261. Tailly (80744)                    | 262. Talmas (80746)                    | 263. Terramesnil (80749)            | 264. Thézy-Glimont (80752)              |
| 265. Thieulloy-l’Abbaye (80754)        | 266. Thieulloy-la-Ville (80755)        | 267. Thoix (80757)                  | 268. Le Translay (80767)                |
| 269. Treux (80769)                     | 270. Vadencourt (80773)                | 271. Vaire-sous-Corbie (80774)      | 272. Vauchelles-lès-Domart (80778)      |
| 273. Vaux-en-Amiénois (80782)          | 274. Vaux-sur-Somme (80784)            | 275. Vecquemont (80785)             | 276. Velennes (80786)                   |
| 277. Vergies (80788)                   | 278. Vers-sur-Selle (80791)            | 279. La Vicogne (80792)             | 280. Vignacourt (80793)                 |
| 281. Ville-le-Marclet (80795)          | 282. Villeroy (80796)                  | 283. Villers-Bocage (80798)         | 284. Villers-Bretonneux (80799)         |
| 285. Villers-Campsart (80800)          | 286. Vraignes-lès-Hornoy (80813)       | 287. Wargnies (80819)               | 288. Warloy-Baillon (80820)             |
| 289. Warlus (80821)                    | 290. Woirel (80828)                    | 291. Yzeux (80835)                  |                                         |

## Neuordnung der Arrondissements 2017

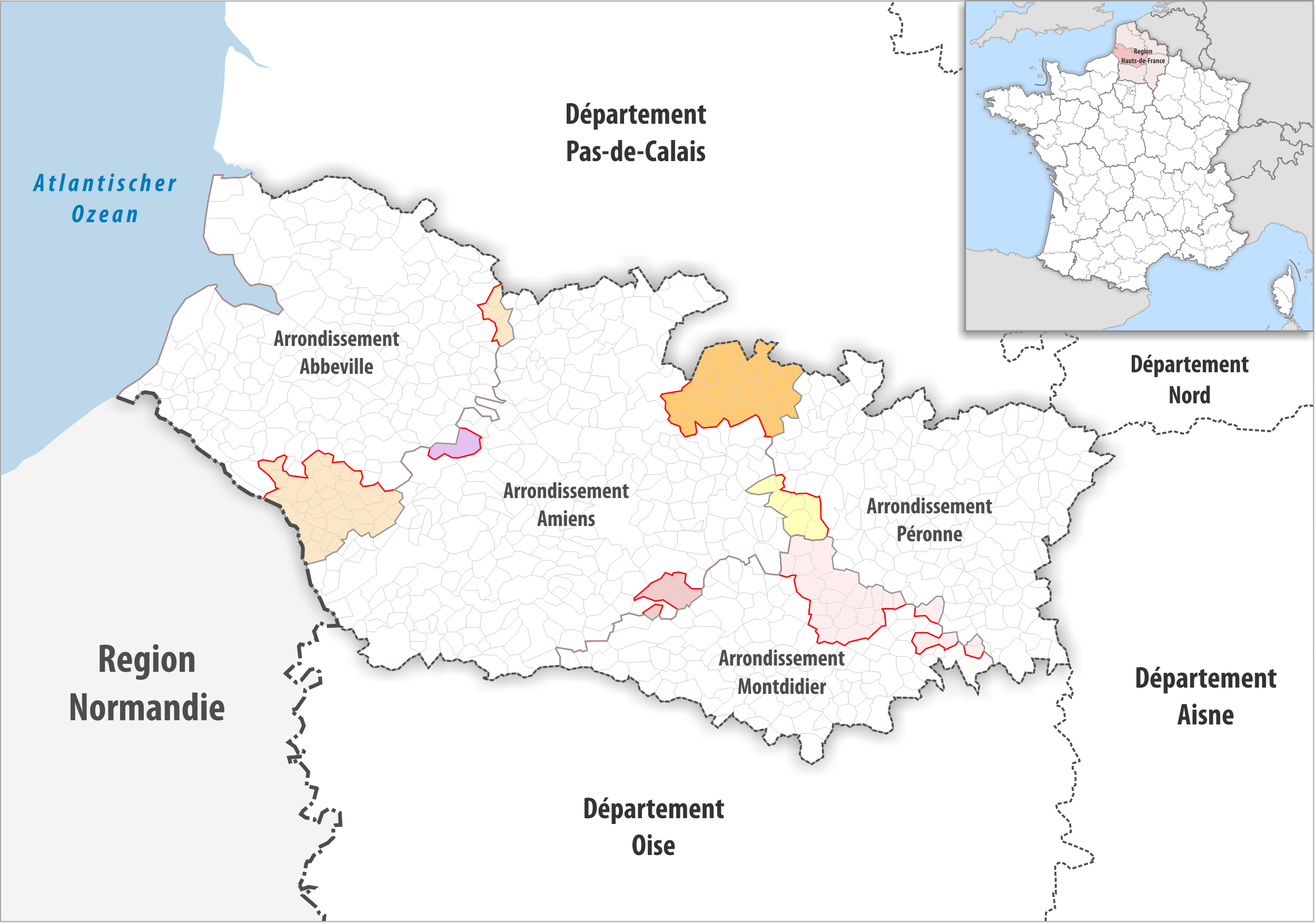
Arrondissementsanpassungen im Jahr 2017

Durch die Neuordnung der Arrondissements im Jahr 2017 wurde aus dem Arrondissement Abbeville die Fläche der 38 Gemeinden Andainville, Aumâtre, Avesnes-Chaussoy, Bermesnil, Cannessières, Cerisy-Buleux, Conteville, Domléger-Longvillers, Épaumesnil, Étréjust, Fontaine-le-Sec, Forceville-en-Vimeu, Foucaucourt-Hors-Nesle, Framicourt, Fresnes-Tilloloy, Fresneville, Fresnoy-Andainville, Frettecuisse, Heucourt-Croquoison, Hiermont, Inval-Boiron, Lignières-en-Vimeu, Le Mazis, Mouflières, Neuville-Coppegueule, Neslette, Nesle-l’Hôpital, Neuville-au-Bois, Oisemont, Rambures, Saint-Aubin-Rivière, Saint-Léger-sur-Bresle, Saint-Maulvis, Senarpont, Le Translay, Vergies, Villeroy und Woirel und aus dem Arrondissement Péronne die Fläche der sieben Gemeinden Cerisy, Chipilly, Méricourt-l’Abbé, Morcourt, Sailly-Laurette, Sailly-le-Sec und Treux dem Arrondissement Amiens zugewiesen.
Dafür wechselte aus dem Arrondissement Amiens die Fläche der zwei Gemeinden Bettencourt-Rivière und Condé-Folie zum Arrondissement Abbeville, die Fläche der fünf Gemeinden Cottenchy, Dommartin, Fouencamps, Guyencourt-sur-Noye, und Hailles zum Arrondissement Montdidier und die Fläche der 26 Gemeinden Acheux-en-Amiénois, Arquèves, Authie, Bayencourt, Bertrancourt, Bus-lès-Artois, Coigneux, Colincamps, Courcelles-au-Bois, Englebelmer, Forceville, Harponville, Hédauville, Hérissart, Léalvillers, Louvencourt, Mailly-Maillet, Marieux, Puchevillers, Raincheval, Saint-Léger-lès-Authie, Senlis-le-Sec, Thièvres, Toutencourt, Varennes und Vauchelles-lès-Authie zum Arrondissement Péronne.